# Yeonan-dong
Yeonan-dong (koreanska: 연안동) är en stadsdel i staden Incheon i den nordvästra delen av Sydkorea, 35 km väster om huvudstaden Seoul. Den ligger i stadsdistriktet Jung-gu. Yeonan-dong är en del av stadens hamnområde.